# TF!
 (janvier 2024).
- Si vous ne connaissez pas le sujet, laissez ce bandeau (vous pouvez alors contacter les auteurs).
- Si vous supprimez le contenu mis en cause (vous pouvez préalablement contacter les auteurs),

argumentez précisément cette suppression dans la page de discussion
(un manque de référence n'est pas un argument ; une recherche réelle de référence doit avoir été effectuée, être formellement documentée).
TF! Jeunesse est un bloc de programmes français pour la jeunesse, diffusée du 1er septembre 1997 au 31 décembre 2006 sur TF1, en remplacement du Club Dorothée.
TF! Jeunesse marque le grand renouvellement des programmes jeunesse de TF1 avec le recentrage des dessins animés français et européens.

## Histoire

### Débuts
TF! apparaît pour la première fois le lundi 1er septembre 1997 à 7 h sur TF1. L'émission succède au Club Dorothée, dans la case jeunesse, qui avait duré presque 10 ans, du 2 septembre 1987 au 30 août 1997 et supprimée officiellement le 31 août 1997 par TF1.
TF! Jeunesse est le fruit du travail de la nouvelle directrice de l'unité jeunesse de la chaîne, Dominique Poussier. Celle-ci souhaite se démarquer nettement du travail de sa prédécesseur Dorothée, dont les programmes étaient souvent accusés, à tort, par les associations de famille, le CSA, et certains magazines de télévision, d'être bêtifiants, jugés sans intérêts, idiots, et ultra-violents. C'est Dominique Poussier qui avait mis à l'antenne l'émission matinale Salut les Toons !, présentée par deux souris en images de synthèse, nommées Bob et Scott, lancé le 3 septembre 1996. En septembre 1997, dès la rentrée, le duo Bob et Scott sont rejoints par Zoé. La nouvelle directrice Jeunesse de TF1 Dominique Poussier, a la lourde charge de rajeunir les programmes jeunesses, et de « faire remonter » les audiences très déclinantes depuis plusieurs années du Club Dorothée (mais toujours leader cela dit), face aux Minikeums sur France 3 notamment.
Sur le modèle de ce qu'elle a déjà présenté sur TF1 et qui se fait en Grande-Bretagne depuis une dizaine d'années (avec Children's ITV sur ITV), Dominique Poussier propose « une émission entièrement sans animateurs ». Seules, des voix enfantines scandent le titre de l'émission : T. F. Ouais (le logo du programme étant celui de la chaîne déformé, le 1 devenant un point d'exclamation, pouvant se lire avec toutes sortes de sons selon le contexte, mais le plus souvent un « ouais »). Le nouvel habillage conçu par l'agence américaine Pittard & Sullivan. Toute une équipe est réunie autour de Dominique Poussier et notamment trois auteurs réalisateurs qui vont dès lors imaginer tous les inter-programmes qui donnent à la « mini chaîne dans la chaîne » qu'est TF! Jeunesse son ton et son esprit.
Outre ce changement important de forme, par rapport au Club Dorothée, les dessins animés présentés sont complètement modifiés. Les séries japonaises, telles que Nicky Larson, Les Chevaliers du Zodiaque, Dragon Ball Z et Sailor Moon, ainsi que les sitcoms signées AB Productions qui ont fait la gloire du Club Do sont zappées de l'Unité Jeunesse. Les sitcoms AB (signées AB Productions), ne disparaissent pas pour autant de la chaîne, et la série inédite Pour être libre autour des 2Be3, fait partie des événements de la rentrée de TF1 en septembre 1997. Par ailleurs, les matinées de la chaîne proposent des rediffusions des sitcoms à succès d'AB Productions (Les années FAC, Premiers Baisers, La Philo selon Philippe, Hélène et les garçons, Le miracle de l'amour, Les Filles d'à côté…), ils sont remplacées par des programmes majoritairement européens, à l'image du Docteur Globule, Kangoo, Spirou (déjà diffusé), Les Petites Sorcières ou Papyrus. La production de TF! Jeunesse est laissée à une production interne à TF1 (Protécréa). La régie publicitaire est également gérée par TF1.
Le seul point commun avec le Club Dorothée serait la programmation, tous les jours à la sortie de l'école, avec une programmation étendue le mercredi matin et le mercredi après-midi. Les émissions matinales restent titrées Salut les Toons ! mais arborent le logo de TF!. Néanmoins assez vite, seules les émissions matinales subsistent, dans un contexte plus concurrentiel, il est vrai. Dorothée proposait une émission avant l'école, après l'école, et le mercredi toute la matinée et tout l'après-midi. Si TF1 propose à partir de septembre 1997 les mêmes cases horaire, avec la diffusion chaque après-midi d'une série inédite, Beetleborgs, dès janvier 1998, cette case de fin de journée disparaît malheureusement pour des raisons publicitaires et TF1 se contente de quatre heures d'émission pour la jeunesse le mercredi matin, et de deux heures le matin en semaine.

### PhénomènePokémonet renouveau
En plus de programmes européens inédits comme La Grande Chasse de Nanook, Les Petites Sorcières, SOS Croco, Fifi Brindacier ou Tabaluga, la chaîne peut s'appuyer sur les accords avec le groupe Nickelodeon (qui lui permet de diffuser Hé Arnold !) ou les nouvelles saisons des Power Rangers apparus dans le Club Dorothée depuis 1993. Mais c'est seulement avec l'arrivée de Pokémon, la série en 1999 que la chaîne va retrouver des audiences égales à celles du Club Dorothée[réf. nécessaire]. Surfant sur cette vague, les Digimon font rapidement leur apparition.
Si nombre de séries se succèdent, sans pour autant marquer les esprits, quelques programmes porteurs d'audience apparaissent également : Franklin, Jimmy Neutron, Totally Spies!, Sonic le Rebelle, Hé Arnold !, et permettent à l'émission de rebondir, alors que le phénomène Pokémon décline dès le printemps 2001, et de résister à Yu-Gi-Oh! ou Sakura (sur M6) notamment. Le 1er septembre 2003, l'émission Salut les Toons ! disparaît définitivement pour laisser toute la place à TF! Jeunesse, et le nouveau duo Pat et Stanley assure une certaine continuité au sein du programme jeunesse de TF1, même s'ils ne présentèrent pas les dessins animés.
Trois ans plus tard, en 2006, TF1 perd la licence Pokémon et Gulli l'obtient. c'est Tfou qui prend la relève. Grand bouleversement, Pokémon devient la série-phare de Gulli et TF1 accuse le coup. Mais Tfou est toujours impliqué dans Pokémon puisqu'en 2007 sort un DVD intitulé Les aventures des Pokémon (où peuvent être visionnés trois films Pokémon inédits). En 2009, Pokémon recommence à être diffusé sur TF1.

### Retour du succès
Durant l'été 2001, la diffusion quotidienne du titre Le Waka, dès juin 2001, du duo de souris virtuelles Bob & Vanessa, lui permet d'atteindre — sans aucune autre promotion — la 8e place des ventes de singles en France, faisant même mieux que le « tube de l'été » promu par la chaîne. En 2004, le duo de Pat et Stanley fait une reprise du Lion est mort ce soir et connaît lui aussi un certain succès. En 2006, c'est au tour de Dora l'exploratrice, un des grands succès d'audience de TF! Jeunesse, de sortir un disque avec un certain succès, compte tenu de la crise du marché du disque.
Après avoir créé tfou.fr, 1er site jeunesse de TF1, en 2000, le groupe TF1 lance la chaîne TFOU sur le bouquet satellite TPS en s'inspirant du concept de TF! Jeunesse, mais la chaîne vise un public plus adolescent, là où TF! Jeunesse tentait aussi de séduire les plus jeunes. Le 1er janvier 2007, le logo de TF! Jeunesse est remplacé par celui de Tfou TV (sans le rond à l'arrière du logo).

## Voix off
- Bruno Choël (voix française de Johnny Depp dans la saga Pirates des Caraïbes et de Ewan McGregor dans la saga Star Wars) est choisi pour incarner l'émission dans les différents éléments d'habillage.

## Voix diverses
- Emmanuel Curtil : Parker le canard (1997-2006)
- Patricia Legrand : Voix-off et Suzanne la sorcière (Halloween 2000)
- Sébastien Desjours : Voix-off pour l'émission spéciale Bob l'éponge

## Logos
Le premier logo ressemble fortement au logo de la chaîne TF1. L'habillage et le logo ont été créés par l'agence Pittard Sullivan. L'habillage varie en fonction des saisons et des fêtes comme Halloween ou Noël. L'habillage est conçu par la directrice de création Judy Korin et l'indicatif musical est composé par La Belle Equipe.
Durant les 3 premières années d'existences de TF!, TF1 adopte une série de jingles pub mettant en scène les animaux aux couleurs de l'émission. L'émission bénéficie pendant deux ans des jingles pub de la chaîne, puis obtiendra ses propres jingles pubs à partir de la rentrée de septembre 2001 à sa façon, avec une multitude de sons différents et avec le fond uniquement en blanc jusqu'en fin d'existence à la fin 2006.
Le 27 août 2001, le logo est modernisé, variant selon les couleurs, dépendant des dessins animés et l'habillage évolue en plus de l'arrière-plan en deux couleurs. L'émission TF! Jeunesse fait sa dernière émission le dimanche 31 décembre 2006. Le lundi 1er janvier 2007, elle devient TFOU, mais l'habillage est peu modifié et le logo est très similaire à TF!, jusqu'au 27 août 2007.

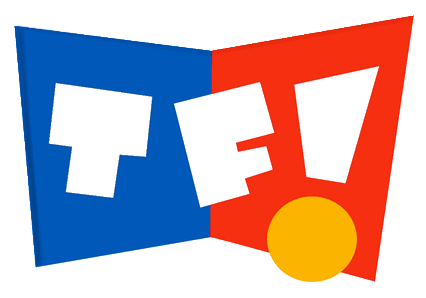
Logo de TF! du 1er septembre 1997 au 26 août 2001
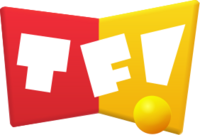
Logo de TF! du 27 août 2001 au 31 décembre 2006

## Programmation
À ses débuts, du lundi au samedi matin, les dessins animés étaient diffusés dans le bloc de programmes Salut les toons. De septembre à décembre 1997, l'émission était diffusée le mercredi après-midi, elle reviendra en septembre 1998 au 2 décembre 1998 puis du 27 août 1999 au 15 décembre 1999, puis disparaîtra définitivement
Le mercredi, TF! Jeunesse s’appelait TF Mercredi. En fin de semaine, TF! Jeunesse s'appelait TF Week-end. Le dimanche, TF! Jeunesse était diffusée seulement jusqu'à 8 h car l'émission suivante était le Club Disney, et ce dès le 10 janvier 1999, jusqu'à la fin de la diffusion du programme, le 31 décembre 2006.